# Kalophrynus
Kalophrynus là một chi động vật lưỡng cư trong họ Nhái bầu, thuộc bộ Anura. Chi này có 21 loài và 27% bị đe dọa hoặc tuyệt chủng.

## Loài
- Kalophrynus baluensis Kiew, 1984
- Kalophrynus bunguranus (Günther, 1895)
- Kalophrynus calciphilus Dehling, 2011
- Kalophrynus cryptophonus Vassilieva, Galoyan, Gogoleva, Poyarkov, 2014 ,[3][4]
- Kalophrynus eok Das & Haas, 2003
- Kalophrynus heterochirus Boulenger, 1900
- Kalophrynus honbaensis Vassilieva, Galoyan, Gogoleva, and Poyarkov, 2014[3][4]
- Kalophrynus interlineatus Blyth, 1855
- Kalophrynus intermedius Inger, 1966
- Kalophrynus limbooliati Matsui et al., 2012[5]
- Kalophrynus menglienicus Yang & Su, 1980
- Kalophrynus minusculus Iskandar, 1998
- Kalophrynus nubicola Dring, 1984
- Kalophrynus orangensis Dutta, Ahmed & Das, 2000
- Kalophrynus palmatissimus Kiew, 1984
- Kalophrynus pleurostigma Tschudi, 1838
- Kalophrynus punctatus Peters, 1871
- Kalophrynus robinsoni Smith, 1922
- Kalophrynus subterrestris Inger, 1966
- Kalophrynus tiomanensis Onn, Grismer & Grismer, 2011[6]
- Kalophrynus yongi Matsui, 2009[7]

## Hình ảnh

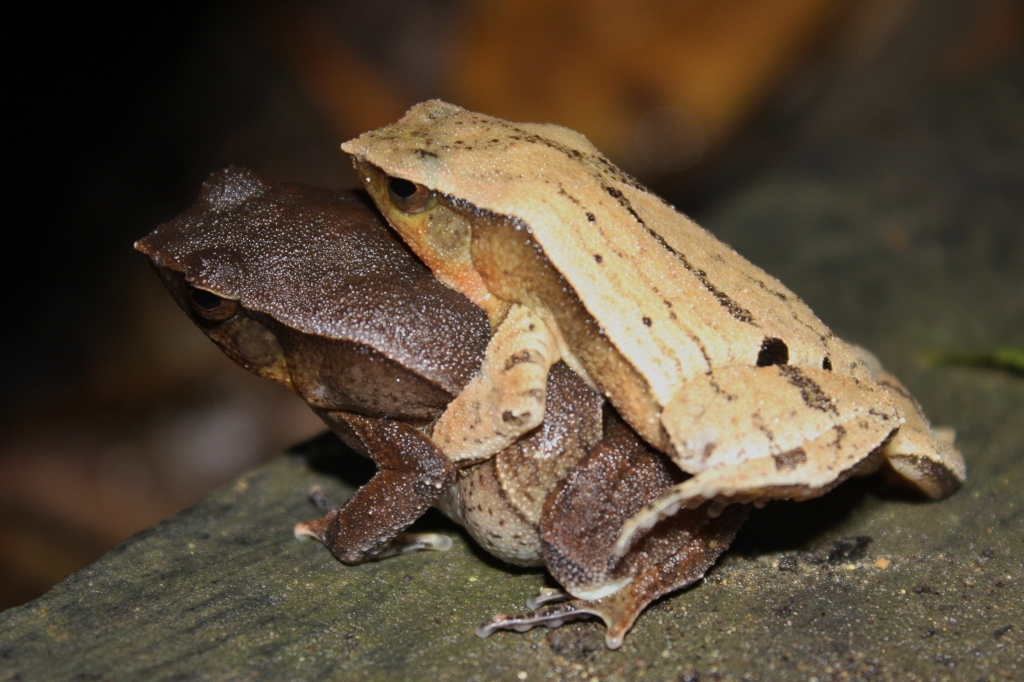